# Аттик Брадуа
Тибе́рий Кла́вдий Марк А́ппий Ати́лий Бра́дуа Реги́лл А́ттик (лат. Tiberius Claudius Marcus Appius Atilius Bradua Regillus Atticus; в историографии — Аттик Брадуа, др.-греч. Αττικός Βραδούας, лат. Atticus Bradua) — римский политический деятель второй половины II века.
Аттик происходил из богатой и известной семьи. Его отцом был софист и сенатор Герод Аттик, а матерью Аспасия Анния Регилла. По материнской линии он был родственником Фаустины Старшей, супруги императора Антонина Пия. Известно, что в детстве Аттик не мог научиться читать. Тогда его отец купил двадцать четыре раба, которым он дал имена, начинающиеся с букв греческого алфавита, чтобы помочь сыну запомнить их. Возможно, Аттик обучался в Спарте. Ему было около 15 лет, когда умерла его мать, и он слышал обвинения его дяди, что его отец убил его мать. Эти обвинения, по всей видимости, стали причиной раскола между Геродом Аттиком и Брадуа Аттиком. Когда Герод Аттик скончался в 177 году, он ничего не оставил своему сыну по завещанию. Афиняне осуждали такое бесчеловечное отношение Герода к своему сыну.
После смерти матери Аттик унаследовал богатство и имение на Аппиевой дороге, принадлежащее ей. Антонин Пий возвёл его в ранг патриция. В 185 году Брадуа занимал должность ординарного консула вместе с Триарием Матерном. Спустя небольшой промежуток времени после консульства он находился на посту проконсула, предположительно, Африки. В 187 году Брадуа стал архонтом Афин. Он совершил подарок Пирею за что был удостоен титула «благодетеля» и герольда.